# Thankot
Thankot es un pueblo ubicado en el distrito de Katmandú, provincia de Bagmati, Nepal.

## Superficie
Cuenta con una superficie de 6,1 kilómetros cuadrados.

## Demografía
Datos hasta 2015
- Población: 19 018 habitantes.[1]
- Densidad de población: 3,094 habitantes por kilómetro cuadrado.[1]
- Población masculina: 9626 (50,6%).[1]
- Población femenina: 9392 (49,4%).[1]